# Bomba Mark 13/18
Mark 13/18 – brytyjska bomba kierowana naprowadzana na cel podświetlony laserem.
Bomba Mark 13/18 została skonstruowana w drugiej połowie lat 70., dzięki współpracy brytyjskiej firmy Portsmuth Aviation i amerykańskiej Texas Instruments. Jest to połączenie brytyjskiej bomby burzącej MC 1000 wagomiaru 1000 funtów i zmodyfikowanego układu naprowadzania i usterzenia bomby GBU-10. Do przenoszenia bomb Mark 13/18 przystosowane były samoloty Panavia Tornado, SEPECAT Jaguar i Hawker Siddeley Harrier.
Po raz pierwszy bomby Mark 13/18 zostały użyte w czasie wojny o Falklandy-Malwiny podczas której samoloty Harrier zrzuciły kilka bomb tego typu na cele podświetlone przez obserwatorów na ziemi. Ponownie bomby Mark 13/18 zostały użyte podczas operacji Desert Storm przez samoloty Tornado. Ponieważ samoloty te nie były zintegrowane z odpowiednimi zasobnikami umożliwiającymi podświetlanie celów ataków dokonywały zespoły złożone z samolotów Tornado (przenoszących bomby) i Blackburn Buccaneer (podświetlających cele przy pomocy zasobników Pave Spike).
Pod koniec lat 80. bomby Mark 13/18 zostały zastąpione przez zmodyfikowana według brytyjskich wymagań bomby GBU-24A/B